# Pierre-François Gaudry
Pierre-François Gaudry (geb. vor 1984) ist ein französischer Dokumentarfilmproduzent.

## Leben
Gaudry studierte von 1984 bis 1987 an der École supérieure des sciences économiques et commerciales und 1988 am CELSA der Universität Paris IV Informations- und Kommunikationstechnik. Von 1991 bis 1993 arbeitete er in der Region Paris für eine rumänische Firma und sammelte anschließend von 1995 bis 2001 Erfahrungen im Bereich Filmregie bei der France-Télévisions-Vertriebstochter France Télévisions Distribution.
Seitdem produziert er selbst Filme. Einige davon wurden beim Sender arte gezeigt. Einige davon wurden prämiert; beispielsweise erhielt Le génie magdalénien (2009) beim Festival international du Film archéologique 2009 in Brüssel und mit dem Publikumspreis beim Festival Objectif Préhistoire 2012 in Pech Merle. Für die Produktion von Le charisme politique (2007) erhielt er beim Europäischen Wissenschaftsfilmfestival in Wien den Hauptpreis.
Er lebt bei Lyon.

## Filmografie (Auswahl)
- 2007: Coupez le son! le charisme politique (Regie: Thierry Berrod)[3]
- 2009: Grands maîtres de la Préhistoire – Le génie magdalénien (Drehbuch zusammen mit Philippe Plailly)[4]
- 2011: Die mit den Tierenleben (arte-Fünfteiler; Serienproduktion; auch Regie, Drehbuch und Schnitt bei der Folge 1 Ein Mann unter Wölfen)
- 2011: Bye bye cobaye[5]
- 2015: Planet Mensch: Eine mikroskopische Filmsafari (arte-Zweiteiler; Originaltitel Planète corps; Produktion)
- 2017: Planet Sand: Aralkum – Die jüngste Wüste der Welt (arte-Serienfolge)